# Josef Jacobs
Josef Carl Peter Jacobs foi um oficial alemão que lutou na Primeira Guerra Mundial, servindo na Luftstreitkräfte como piloto. É considerado um dos maiores ases da aviação da Alemanha e da Grande Guerra, com 48 aeronaves inimigas abatidas.
Apaixonado pela aviação desde cedo, ingressou numa escola de pilotagem em 1912, com apenas 18 anos. Quando a guerra começou em 1914, ele alistou-se com com a maior brevidade no serviço aéreo do Império Alemão. Serviu até 1916 como piloto de longo alcance em missões de reconhecimento, até começar a voar num Fokker E.III em missões de combate. Eventualmente tornou-se num especialista em triplanos, sendo imediatamente reconhecido pelos seus inimigos quando viam ao longe um triplano pintado de preto.
Antes de morrer, em 1978, era o último aviador ainda vivo condecorado com a Pour le Mérite.